# Kanton Saint-Leu-2
Kanton Saint-Leu-2 (francouzsky Canton de Saint-Leu-2) byl francouzský kanton v departementu Réunion v regionu Réunion. Tvořila ho pouze část města Saint-Leu. Zrušen byl při reformě francouzských kantonů v roce 2014.